# Pierre Boitard
Pierre Boitard (Mâcon, Saône-et-Loire, 27 de abril de 1789  – 1859) foi um botânico, zoólogo e geólogo francês. 

## Publicações
- Traité de la composition et de l'ornement des jardins (planches de Auguste Garneret), Paris, Audot, 1825, 156 p.
- Manuel Complet de Botanique ou Principes de Botanique élémentaire, Paris, 1826, 448 p.
- Traité des prairies naturelles et artificielles, contenant la culture, la description et l’histoire de tous les végétaux propres à fournir des fourrages, avec la figure dessinée et coloriée d’après nature de toutes les espèces appartenant à la classe des graminées [avec 48 planches], Paris : Rousselon, Jacquin frères, 1827, in-8°, VIII-301 p.
- Manuel de Physiologie végétale, de physique, de chimie et de Minéralogie, appliquées à la culture, Paris, 1829, 357 p.
- Manuel complet de l'architecte des jardins, ou l'art de les composer et de les décorer (avec Charles Rohaut de Fleury et Borromée), Paris, Librairie encyclopédique de Roret, v.1834, 100 planches.
- Manuel complet de l'amateur de roses, leur monographie, leur histoire et leur culture, Paris, Librairie Encyclopédique de Roret, 1836, 367 p.
- Nouveau manuel complet du naturaliste préparateur, ou l'art d'empailler les animaux, de conserver les végétaux et les minéraux, de préparer les pièces d'anatomie normale et pathologique, suivi d'un traité des embaumements, Paris, Librairie Encyclopédique de Roret, 1845, 464 p. ; Nouvelle édition, revue, augmentée et entièrement refondue, Paris, Librairie Encyclopédique de Roret, 1852, 510 p.